# Гармон (Іллінойс)
Гармон (англ. Harmon) — селище (англ. village) в США, в окрузі Лі штату Іллінойс. Населення — 111 особа (2020).

## Географія
Гармон розташований за координатами 41°43′10″ пн. ш. 89°33′22″ зх. д. / 41.71944° пн. ш. 89.55611° зх. д. (41.719403, -89.556128).  За даними Бюро перепису населення США в 2010 році селище мало площу 0,38 км², уся площа — суходіл.

## Демографія
Згідно з переписом 2010 року, у селищі мешкало 120 осіб у 50 домогосподарствах у складі 35 родин. Густота населення становила 318 осіб/км².  Було 56 помешкань (148/км²).
Расовий склад населення:
| - 95,0 % — білих - 1,7 % — осіб інших рас |

До двох чи більше рас належало 3,3 %. Частка іспаномовних становила 5,0 % від усіх жителів.
За віковим діапазоном населення розподілялося таким чином: 24,2 % — особи молодші 18 років, 58,3 % — особи у віці 18—64 років, 17,5 % — особи у віці 65 років та старші. Медіана віку мешканця становила 44,0 року. На 100 осіб жіночої статі у селищі припадало 126,4 чоловіків;  на 100 жінок у віці від 18 років та старших — 122,0 чоловіків також старших 18 років.
Середній дохід на одне домашнє господарство  становив 45 971 долар США (медіана — 36 250), а середній дохід на одну сім'ю — 56 229 доларів (медіана — 57 708). За межею бідності перебувало 7,4 % осіб, у тому числі 8,0 % дітей у віці до 18 років та 6,9 % осіб у віці 65 років та старших.
Цивільне працевлаштоване населення становило 51 осіб. Основні галузі зайнятості: освіта, охорона здоров'я та соціальна допомога — 17,6 %, публічна адміністрація — 15,7 %, виробництво — 13,7 %, інформація — 11,8 %.